# کمپ جاهو
کمپ جاهو (به انگلیسی: Camp Jahoo) یک منطقهٔ مسکونی در پاکستان است که در ناحیه آواران واقع شده‌است. در جریان سیل سال ۲۰۰۷ میلادی کمپ جاهو و اهالی آن (۱۴۵ خانوار و ۶۴۲ خانواده) به‌شدت آسیب دیدند.